# Pictilabrus
Pictilabrus ist eine artenarme, nur drei Arten umfassende Gattung der Lippfische, die in den gemäßigt temperierten und subtropischen Gewässern der australischen Südküste und des südwestlichen Australien vorkommt. Pictilabrus-Arten leben in offenem Wasser und an stark mit Algen und Schwämmen bewachsenen Felsen oder direkt im Bereich der Brandung. Jungfische halten sich versteckt zwischen den Algen von Felsriffen auf.

## Merkmale
Die Fische dieser Gattung erreichen Längen 10 bis 30 Zentimeter. Es besteht ein deutlicher Sexualdimorphismus, Männchen lassen sich anhand ihrer kräftigen Färbung von den Weibchen unterscheiden. Daneben besteht ein Dimorphismus in Bezug auf den Lebensraum. Populationen in vor allem von Rotalgen bewachsenen Zonen sind eher bräunlich oder rot gefärbt, während die in Regionen mit dominierendem Grünalgenbewuchs lebenden Tiere eher grün oder gelb gefärbt sind. Von der nah verwandten Gattung Pseudolabrus unterscheiden sich Pictilabrus-Arten vor allem durch ihren kleineren Kopf.
Pictilabrus-Arten ernähren sich räuberisch von einem breiten Spektrum von vor allem wirbellosen Tieren wie Würmern und Krebstieren. 

## Arten
- Brauns Papageien-Lippfisch (Pictilabrus brauni) Hutchins & Morrison, 1996
- Papageien-Lippfisch (Pictilabrus laticlavius) (Richardson, 1840)
- Grüner Papageien-Lippfisch (Pictilabrus viridis) Russell, 1988